# Reszkessetek, betörők! 2. – Elveszve New Yorkban
A Reszkessetek betörők 2 – Elveszve New Yorkban vagy Reszkessetek betörők! 2. (eredeti cím: Home Alone 2: Lost in New York) 1992-ben bemutatott amerikai filmvígjáték, az 1990-es Reszkessetek, betörők! folytatása. A rendező Chris Columbus, a producer és forgatókönyvíró John Hughes, a zeneszerző John Williams. A főszerepekben Macaulay Culkin, Joe Pesci és Daniel Stern láthatóak. A mozifilm a 20th Century Fox és a Hughes Entertainment gyártásában készült. Az Amerikai Egyesült Államokban 1992. november 20-án, Magyarországon 1992. december 18-án mutatták be a mozikban.
A film cselekménye szerint Kevin McCallister ezúttal véletlenül New Yorkban köt ki, nem pedig a családjával Floridában, ahová karácsonyozni indultak. A városban aztán összetalálkozik a két betörővel, akik amellett, hogy új akción törik a fejüket, bosszút is akarnak állni.
Hughes 1991 februárjában fejezte be a forgatókönyv megírását, miután aláírt a 20th Century Fox-szal egy hat filmre szóló szerződést. Culkin visszatérését májusban erősítették meg, a többiekét pedig valamivel később. A forgatás 1991. december 9. és 1992. május 1. között zajlott, Illionis és New York állambeli helyszíneken, valamint olyan ikonikus épületekben, mint a Rockefeller Center vagy a régi Világkereskedelmi Központ. A forgatás 144 napon át zajlott. 
A film vegyes kritikákat kapott a bemutatójakor, dícsérték a színészi játékot, ugyanakkor a sötétebb tónus és a nagyobb hangsúlyt kapó erőszak nem nyerte el mindenkinek a tetszését. Világszerte 359 millió dolláros bevételt termelt, amellyel 1992 harmadik legjövedelemzőbb filmje lett.
Akárcsak az első és a harmadik epizódot, az 1990-es évek óta a magyarországi kereskedelmi csatornák rendszeresen műsorukra tűzik, jellemzően december 25-én. Magyar szinkronnal megtekinthető továbbá a Disney+ streamingszolgáltató kínálatában.

## Cselekmény
|  | Alább a cselekmény részletei következnek! |

A McCallister család ebben az évben Floridába megy karácsonykor. Az indulás előtti este ismét Peter és Kate chicagói házában gyülekeznek. Kevin nem akar menni, mert Floridában meleg van és még csak fenyőfájuk sincs. Este az iskolai karácsonyi énekkari műsor során Kevin szólót énekel. Buzz, aki szintén benne van a kórusban, megszégyeníti őt. A dühös Kevin ezt látva fellöki, amellyel hatalmas káoszt okoz. Otthon Buzz megjátssza a család előtt, hogy bocsánatot kér, amit mindenki el is hisz neki. Kevin azonban leteremti a családját, hogy így bedőltek neki, és közli, hogy nem fog bocsánatot kérni és Floridába se akar menni.
Másnap reggel a család megint elalszik és késve indulnak a repülőtérre, de ezúttal Kevin is velük van. A repülőtéren aztán szem elől téveszti a családját, és véletlenül a New York-i gépre száll fel. Érkezésekor először ledöbben, ám elhatározza, hogy előnyére fordítja a helyzetet, és felejthetetlen vakációt tölt el New Yorkban. Találkozik egy furcsa nővel, akinek galambok szálltak a ruhájára, és akit ijesztőnek talál. Mivel előzőleg nála maradt az édesapja táskája, benne a hitelkártyája, így azzal bejelentkezik a Plaza Hotelbe, a hangját egy elektronikus eszközzel eltorzítva luxuslakosztályt bérel, szobaszervizzel és külön inassal. Mindvégig azt a mesét adja be mindenkinek, hogy az apjával érkezett. Roppantul élvezi a gondtalan vakációt. Ám a szálloda túlbuzgó főportásának szemet szúr az egyedül közlekedő kisfiú, ezért elkezd nyomozni utána, és a birtokában lévő hitelkártya után.
Szenteste Kevin bemegy a városba, és a Duncan-féle játéküzletet is felkeresi. Megtudja, hogy Mr. Duncan azt tervezi, hogy az aznapi bevételt a beteg gyerekek kórházi kezelésére kívánja felajánlani. Mikor Kevin is adományoz, Mr. Duncan ad neki ajándékba egy pár porcelán vadgalambot azzal, hogy a másikat adja olyasvalakinek, akit örök barátjának tart.
Közben Kevin New York utcáin sétálva belebotlik két régi „ismerősébe”, a magukat immár Enyves Banditáknak nevező Marvba és Harrybe, akik nemrég szöktek meg a börtönből. Terveik szerint épp a játéküzlet teljes bevételét akarják ellopni, viszont most már bosszút akarnak állni Kevinen is. Csak nagy nehezen tud megmenekülni előlük. Rövidesen a Plaza Hotelből is menekülni kényszerül, ugyanis a szülei letiltatták a kártyát, amelyet így lopottnak jelez a rendszer. A rendőrség azonban megtalálja őt, így az egész család úgy dönt, hogy azonnal New Yorkba indulnak.
Kevin késő este a kihalt New York utcáin sétál, majd a Central Parkba menekül, ahol találkozik a különös galambos nővel. Barátságot köt vele, akiről kiderül, hogy miután nagy csalódás érte őt egy férfi miatt, azóta kerüli az emberek társaságát. Kevin a barátjává fogadja a kedves hölgyet, akivel a Carnegie Hall padlásáról hallgat egy zeneművet. Megegyeznek abban, hogy mindkettejüknek érdemes változtatnia a dolgain. Kevin felbátorodva azon, hogy karácsonykor minden jó duplán számít, elhatározza, hogy megakadályozza Harry és Marv akcióját. Rob bácsikája az Upper West Side-on lakik, ám a házuk felújítás alatt áll, ezért úgy dönt, itt állít csapdákat, majd idecsalja a betörőket. Ezalatt megérkezik a McCallister család is a Plaza Hotelbe, de ott nem tudnak segíteni. Kate elhatározza, hogy egyedül indul fia keresésére.
Kevin bedobja egy kővel a játékbolt kirakatát, ami miatt beindul a riasztó, majd lefotózza Harryt és Marvot. Miután elcsalta őket a házhoz, a két bandita számtalan csapda áldozatává válik. Végül Kevin felhívja a rendőröket egy nyilvános telefonról azzal, hogy a Central Parkban lesznek a betörők. Menekülése közben elcsúszik a jégen és elesik, Harry és Marv pedig elkapják. Harry arra készül, hogy lelője őt, de a galambos hölgy az utolsó pillanatban a segítségére siet: madáreleséget borít rájuk, amitől ellepik őket a galambok, a rendőrök pedig könnyűszerrel le tudják őket tartóztatni. Kevin még otthagyja a helyszínen a banditákról készült fotót, és egy hangfelvételt, amin bevallják, hogy lopni akarnak. Ezután a Rockefeller Centerhez indul, ahol a város legnagyobb karácsonyfája áll. Kate is odatart, ösztönösen tudva, hogy a fia ragaszkodik a karácsonyfákhoz, és végül itt találkoznak.
Mr. Duncan talál egy üzenetet, amelyben Kevin bocsánatot kér a betört kirakatért, és köszönetet mond a vadgalambokért is. Ennek hatására hálából rengeteg ajándékot küldet a McCallister család lakosztályába. Másnap reggel a meglepett család örömmel bontogatja az ajándékokat, Kevin pedig odaadja a vadgalambpár másik tagját a galambos hölgynek. A film végén Peter indulatosan kikel magából, mikor meglátja a szobaszámlát, miszerint Kevin majdnem ezer dollárt elnassolt.

## Szereplők
| Szerep                                | Színész                | Magyar hang      |
| ------------------------------------- | ---------------------- | ---------------- |
| Kevin McCallister                     | Macaulay Culkin        | Szentesi Gergő   |
| Harry Lime                            | Joe Pesci              | Balázs Péter     |
| Marv Merchants                        | Daniel Stern           | Tahi Tóth László |
| Peter McCallister                     | John Heard             | Dunai Tamás      |
| Kate McCallister                      | Catherine O’Hara       | Andresz Kati     |
| Central Park-i galambos nő            | Brenda Fricker         | Mányai Zsuzsa    |
| E.F. Duncan                           | Eddie Bracken          | Szabó Ottó       |
| Buzz McCallister                      | Devin Ratray           | Bolba Tamás      |
| Leslie McCallister                    | Terrie Snell           | Hámori Ildikó    |
| Frank McCallister                     | Gerry Bamman           | Rajhona Ádám     |
| Megan McCallister                     | Hillary Wolf           | Csondor Kata     |
| Tracy McCallister                     | Senta Moses            | Somlai Edina     |
| Jeff McCallister                      | Michael C. Maronna     |                  |
| Linnie McCallister                    | Maureen Elizabeth Shay |                  |
| Rod McCallister                       | Jedidiah Cohen         |                  |
| Sondra McCallister                    | Daiana Campeanu        |                  |
| Fuller McCallister                    | Kieran Culkin          |                  |
| Brooke McCallister                    | Anne Slotky            |                  |
| Mr. Hector, főportás                  | Tim Curry              | Harsányi Gábor   |
| Mrs. Stone, recepciós                 | Dana Ivey              | Földi Teri       |
| Cedric, szobapincér                   | Rob Schneider          | Stohl András     |
| Johnny, gengszter                     | Ralph Foody            | Gruber Hugó      |
| Cliff, szobapincér                    | Fred Krause            | Antal László     |
| Ding-Dang-Dong műsorvezető            | Bob Eubanks            | Konrád Antal     |
| Charlotte, gengszter                  | Clare Hoak             |                  |
| Bennett rendőr                        | Rod Sell               | Kardos Gábor     |
| Rendőr a Times Square-en              | Ron Canada             | Melis Gábor      |
| Rendőr a Central Parkban              | Cedric Young           | Melis Gábor      |
| Utcai ékszerárus                      | Abdoulaye NGom         | Holl Nándor      |
| Limuzinsofőr                          | Michael Goldfinger     | Holl Nándor      |
| Taxisofőr                             | Mario Todisco          | Hollósi Frigyes  |
| Járókelő a Central Parkban            | Jack Etherson          | Bartucz Attila   |
| Idős férfi a Plaza Hotel medencéjében | Jack Etherson          | Komlós András    |
| Önmaga (cameo)                        | Donald Trump           | Komlós András    |

## Magyarul
- A. L. Singer: Reszkessetek betörők 2. Elveszve New Yorkban. Rossz pénz nem vész el; ford. Both Vilmos; InterCom, Bp., 1993